# List (Sylt)
List é um município da Alemanha, localizado no distrito de Nordfriesland, estado de Schleswig-Holstein. É o município mais setentrional da Alemanha, situado na ilha se Sylt.